# Kim Black
Kim Black (n. 30 septembrie 1978, Liverpool⁠(d), Onondaga County, New York, SUA) este o înotătoare americană, medaliată olimpică. A participat la o ediție a Jocurilor Olimpice (2000) în care a câștigat două medalii de aur.